# Német U23-as labdarúgó-válogatott
A német U23-as labdarúgó-válogatott, más néven a Német Olimpia labdarúgó-válogatott képviseli Németországot az olimpiai játékokon, a csapatot a Német labdarúgó-szövetség irányítja.

## Játékosok
2016-os olimpia csapata (a csapatba 3 túlkoros játékos is nevezhető)
| Szám | Poszt | Név               | Születési dátum / Kor          | Válogatottság | Gólok | Klub              |
| ---- | ----- | ----------------- | ------------------------------ | ------------- | ----- | ----------------- |
| 1    | K     | Timo Horn         | 1993. május 12. (31 éves)      | 6             | 0     | 1. FC Köln        |
| 2    | V     | Jeremy Toljan     | 1994. augusztus 8. (30 éves)   | 6             | 0     | 1899 Hoffenheim   |
| 3    | V     | Lukas Klostermann | 1996. június 3. (28 éves)      | 6             | 1     | RB Leipzig        |
| 4    | V     | Matthias Ginter   | 1994. január 19. (31 éves)     | 5             | 2     | Borussia Dortmund |
| 5    | V     | Niklas Süle       | 1995. szeptember 3. (29 éves)  | 6             | 0     | 1899 Hoffenheim   |
| 6    | KP    | Sven Bender       | 1989. április 27. (35 éves)    | 6             | 0     | Borussia Dortmund |
| 7    | KP    | Max Meyer         | 1995. szeptember 18. (29 éves) | 6             | 4     | Schalke 04 ((C))  |
| 8    | KP    | Lars Bender       | 1989. április 27. (35 éves)    | 6             | 0     | Bayer Leverkusen  |
| 9    | CS    | Davie Selke       | 1995. január 20. (30 éves)     | 5             | 2     | RB Leipzig        |
| 10   | KP    | Leon Goretzka     | 1995. február 6. (30 éves)     | 1             | 0     | Schalke 04        |
| 11   | KP    | Julian Brandt     | 1996. május 2. (28 éves)       | 6             | 0     | Bayer Leverkusen  |
| 12   | K     | Jannik Huth       | 1994. április 15. (30 éves)    | 0             | 0     | Mainz 05          |
| 13   | V     | Philipp Max       | 1993. szeptember 30. (31 éves) | 3             | 1     | FC Augsburg       |
| 14   | V     | Robert Bauer      | 1995. április 9. (29 éves)     | 1             | 0     | FC Ingolstadt     |
| 15   | KP    | Max Christiansen  | 1996. szeptember 25. (28 éves) | 2             | 0     | FC Ingolstadt     |
| 16   | KP    | Grischa Prömel    | 1995. január 9. (30 éves)      | 4             | 0     | Karlsruher SC     |
| 17   | KP    | Serge Gnabry      | 1995. július 14. (29 éves)     | 6             | 6     | Arsenal           |
| 18   | CS    | Nils Petersen     | 1988. december 6. (36 éves)    | 6             | 6     | SC Freiburg       |

## Érmek, díjak
- olimpiai játékokon:
  -  Olimpiai játékok 2016
  -  Olimpiai játékok 1988